# Sambre
Sambre er en flod der har sit udspring i Frankrig og det meste af sit løb i Belgien. Floden løber ud i Meusefloden ved Namur.